# Pleurotomaria arctica
Pleurotomaria arctica is een fossiele slakkensoort uit de familie van de Pleurotomariidae. De wetenschappelijke naam van de soort is voor het eerst geldig gepubliceerd in 1875 door Toula.